# Chojnów (województwo mazowieckie)
Chojnów – wieś sołecka w Polsce położona w województwie mazowieckim, w powiecie piaseczyńskim, w gminie Piaseczno.
Wieś szlachecka Chojnowo położona była w drugiej połowie XVI wieku w powiecie czerskim ziemi czerskiej województwa mazowieckiego. W latach 1975–1998 miejscowość administracyjnie należała do województwa warszawskiego.